# إريك شفاب
إريك شفاب (بالفرنسية: Éric Schwab) هو مصور أخبار فرنسي، ولد في 5 سبتمبر 1910 في هامبورغ في ألمانيا، وتوفي في 1977 في فرنسا.